# Blood Rain
Pour les articles homonymes, voir Blood Rain.
Blood Rain est un manga en neuf volumes de Mio Murao paru aux éditions Akita shoten en 2000. En France, Soleil Productions a publié la série du 7 juin 2005 au 6 décembre 2006.

## Résumé
Aihara Kumi est une jeune employée de bureau. Une nuit, un garçon qui appartenait au club de base-ball dont elle était manageuse, à l’époque du lycée, se fait sauvagement poignarder.
Il s’ensuit une série de meurtres, jusqu’au jour où l’on apprend que la meurtrière n’est autre que sa supérieur Tono Takako. Plus tard, on apprendra qu’elle s’appelle Kumi et qu’elle est la demi-sœur d’Aihara Kumi. Elle se fait poursuivre par la police.
Au fil de l’histoire, nous apprendrons qu’elle s’est fait conditionner par son ex-petit ami.
Plus tard, nous apprendrons que le vrai conditionneur est Anna, la sœur de l’ex, dont elle est secrètement amoureuse et qu’elle conditionne toutes ces personnes pour faire plaisir à son frère.
À la fin de l’histoire, Aihara Kumi arrêtera Anna.
Aihara Kumi, tout au long de l’histoire, aura des déceptions amoureuses. Un ancien élève de l’équipe de base-ball lui fera du chantage pour qu’elle reste habiter chez lui et la violera, etc.